# Baby, Come Back (The Equals)
"Baby, Come Back" is een nummer van de Engelse band The Equals uit 1967.

## Versie van The Equals
The Equals was een groep uit Noord-Londen die in hun muziek invloeden uit pop, blues, ska en beat verwerkten. Het nummer is geschreven door bandlid Eddy Grant.
"Baby, Come Back" heeft een 4/4 maatsoort welke klinkt als een Motown-hit en deze wordt ondersteund door drie gitaren. Tegen het einde van het nummer beatboxt de band.
Het nummer werd voor het eerst uitgebracht in 1966 als B-kant van "Hold Me Closer". Nadat deze single, en dan vooral de B-kant, succesvol werd in continentaal Europa werd het  uitgebracht als eigen single.
De single bereikte de eerste plek in de UK Singles Chart in de zomer van 1968 en bleef daar drie weken staan. In totaal bleef het nummer 18 weken in de Britse top 75. Het nummer breikte ook de eerste plek in Vlaanderen, Rhodesië en Zuid-Afrika. In de Nederlandse Top 40 haalde het de zesde positie. In de VS kwam het nummer tot plek 32 in de Billboard Hot 100 en was het het enige nummer van The Equals dat in de Amerikaanse hitlijsten terechtkwam.

### NPO Radio 2 Top 2000
| Nummer met noteringen in de NPO Radio 2 Top 2000 | '99  | '00  | '01  |
| ------------------------------------------------ | ---- | ---- | ---- |
| Baby, Come Back                                  | 1727 | 1756 | 1949 |

1. ↑  Een vetgedrukt getal geeft de hoogste notering aan.
2. ↑  Deze tabel is bijgewerkt tot en met de laatste editie (2024).

## Versie van Pato Banton feat. Ali & Robin Campbell
In 1994 werd "Baby Come Back" (ditmaal zonder komma gespeld) gecoverd door de Britse reggaezanger en dj Pato Banton in samen werking met UB40-broers Robin en Ali Campbell.
Deze versie was een wat conventioneler en commerciëler reggaenummer vergeleken met de versie van The Equals. Het nummer werd in september 1994 uitgebracht door Virgin Records en piekte op nummer één in de UK Singles Chart. Het was de op drie na best verkochte single van 1994 in het Verenigd Koninkrijk. In de Nederlandse Top 40 behaalde deze versie een derde plek, in de Vlaamse Ultratop 50 plek 6.